# سیارک ۱۰۶۵۷
سیارک ۱۰۶۵۷ (به انگلیسی: 10657 Wanach، نامگذاری:2251T-1) ده هزار و ششصد و پنجاه و هفتمین سیارک کشف شده‌است که در ۲۵ مارس ۱۹۷۱ کشف شد.
قدر مطلق سیارک برابر ۱۷.۰ است.